# Pitshane Molopo
Pitshane Molopo – wieś w Botswanie w dystrykcie Southern. Według spisu ludności z 2011 roku wieś liczyła 1945 mieszkańców.